# Up in the Attic
Up in the Attic è il quarto album in studio del gruppo musicale statunitense Alien Ant Farm, pubblicato nel 2006.

## Tracce
1. Bad Morning – 3:42
2. Forgive & Forget – 2:59
3. What I Feel Is Mine – 2:58
4. It Could Happen – 3:53
5. Around the Block – 3:16
6. San Sebastian – 3:05
7. Lord Knows – 3:06
8. Getting Closer – 3:48
9. Crickets – 4:36
10. Supreme Lifestyle – 3:56
11. Consti2tion – 3:38
12. State of Emergency – 3:29
13. Sleepwalker – 3:06
14. She's Only Evil – 8:26